# Bylas (Arizona)
Bylas es un lugar designado por el censo ubicado en el condado de Graham en el estado estadounidense de Arizona. En el Censo de 2010 tenía una población de 1962 habitantes y una densidad poblacional de 172,01 personas por km².

## Geografía
Bylas se encuentra ubicado en las coordenadas 33°7′40″N 110°6′54″O / 33.12778, -110.11500. Según la Oficina del Censo de los Estados Unidos, Bylas tiene una superficie total de 11.41 km², de la cual 11.35 km² corresponden a tierra firme y (0.45%) 0.05 km² es agua.

## Demografía
Según el censo de 2010, había 1.962 personas residiendo en Bylas. La densidad de población era de 172,01 hab./km². De los 1.962 habitantes, Bylas estaba compuesto por el 0.36% blancos, el 0% eran afroamericanos, el 99.18% eran amerindios, el 0% eran asiáticos, el 0.05% eran isleños del Pacífico, el 0% eran de otras razas y el 0.41% pertenecían a dos o más razas. Del total de la población el 2.85% eran hispanos o latinos de cualquier raza.